# كلوديا إدر
كلوديا إدر (بالألمانية: Claudia Eder)‏ هي مغنية أوبرا ومغنية وأستاذة جامعية ألمانية، ولدت في 7 فبراير 1948 في آوغسبورغ في ألمانيا.

## وصلات خارجية
- كلوديا إدر على موقع ميوزك برينز (الإنجليزية)
- كلوديا إدر على موقع أول ميوزيك (الإنجليزية)
- كلوديا إدر على موقع ديسكوغز (الإنجليزية)